# Simón Bolívar (kanton)
Simón Bolívar – kanton w prowincji Guayas, w Ekwadorze. Stolicą kantonu jest Simón Bolívar.